# Luiz Felipe Palmeira Lampreia
Luiz Felipe Palmeira Lampreia (Rio de Janeiro, 19 oktober 1941 – aldaar, 2 februari 2016) was een Braziliaans socioloog, diplomaat en onafhankelijk politicus. Van 1995 tot 2001 was hij minister van Buitenlandse Zaken onder Fernando Henrique Cardoso.
Lampreia studeerde sociologie aan de Pontifícia Universidade Católica do Rio de Janeiro en werd na studies aan de universiteit van het Ministerie van Buitenlandse Zaken ambassadeur in Paramaribo, Suriname en Lissabon, Portugal. Bovendien werd hij in Genève onder meer permanente vertegenwoordiger bij de Wereldhandelsorganisatie. Van 1992 tot 1993 was hij secretaris-generaal van het Braziliaanse ministerie van Buitenlandse Zaken. Later was hij professor internationale politiek, actief in enkele denktanken en strategisch adviseur voor onder meer The Coca-Cola Company.
- Gemeinsame Normdatei: 171547322
- International Standard Name Identifier: 0000 0000 3523 3649
- Library of Congress Control Number: n95921305
- Système universitaire de documentation: 076957772
- Virtual International Authority File: 249145262
- WorldCat: E39PBJkD9TyqwhPQFTkpVgmrv3